# Bänkkortvinge
Bänkkortvinge (Carpelimus pusillus) är en skalbaggsart som först beskrevs av Johann Ludwig Christian Gravenhorst 1802.  Carpelimus pusillus ingår i släktet Carpelimus och familjen kortvingar. Arten är reproducerande i Sverige. Inga underarter finns listade i Catalogue of Life.
Bänkkortvingen är omkring 1,5 millimeter lång och svart eller svartbrun med brungula täckvingar och gula ben. Den är vanlig i komposter eller bland löv och kan göra stor skada på unga gurkplantor.